# Dylewko
Dylewko [ˈdylefko] (deutsch Elisenhof) ist ein Ort der Landgemeinde Grunwald (Grünfelde) in Masuren (Powiat Ostródzki (Kreis Osterode in Ostpreußen), Woiwodschaft Ermland-Masuren, Polen).
Dylewko liegt im südlichen Westen der Woiwodschaft Ermland-Masuren, 20 Kilometer südlich der Kreisstadt Ostróda (deutsch Osterode in Ostpreußen).
Gegründet wurde Elisenhof 1857 als ein großes Vorwerk zum Gut Döhlau (polnisch Dylewo), dessen Wohnplatz es – auch nach dessen Umwandlung in eine Landgemeinde – war.
Mit dem gesamten südlichen Ostpreußen kam Elisenhof 1945 in Kriegsfolge zu Polen und erhielt die polnische Namensform „Dylewko“. Heute ist der Ort eine Ortschaft innerhalb der Gmina Grunwald (Landgemeinde Grünfelde), die ihren Amtssitz in Gierzwałd (Geierswalde) im Powiat Ostródzki (Kreis Osterode in Ostpreußen) hat, bis 1998 der Woiwodschaft Olsztyn, seither der [Woiwodschaft Ermland-Masuren] mit Sitz in Olsztyn (Allenstein) zugehörig.
Kirchlich gehörte Elisenhof bis 1945 evangelischerseits zur Kirche Döhlau in der Kirchenprovinz Ostpreußen der Kirche der Altpreußischen Union, seitens der römisch-katholischen Kirche zu Pfarrkirche in der Stadt Gilgenburg  (polnisch Dąbrówno) im Bistum Ermland. Heute gehört Dylewko zur evangelischen Kirche der Stadt Ostróda (Osterode in Ostpreußen) in der Diözese Masuren der Evangelisch-Augsburgischen Kirche in Polen bzw. zur katholischen Kirche Dylewo im jetzigen Erzbistum Ermland.
Über eine Stichstraße ist Dylewko von Dylewo aus zu erreichen. Eine Bahnanbindung gibt es nicht.